# يوريسثينيس
يوريسثينيس (باليونانية: Εὐρυσθένης) هو ملك أسبرطة وسليل البطل هرقل في الميثولوجيا اليونانية، فهو ابن أرسطوديموس من أرجيا والأخ التوأم لبروكليس، وأب أجيس مؤسس حكم أسرة أجيداي التي حكمت أسبرطة لقرابة الثمانية قرون.
تولى يوريسثينيس وأخوه التوأم بروكليس معا حكم أسبرطة، خلفا لأبيهم أرسطوديموس الذي اغتيل قبل تعين خليفة له. باقتراح من بيثيا كاهنة معبد أبولو في دلفي، أيضا تعيين الزعيم منهما بناءا على من أرضعته أمهم الأول فكانت من نصيب يوريسثينيس.

## وصلات خارجية
- مولر، كارل أوتفريد تاريخ وآثار السلالة الدورية. (باللغة الإنجليزية)